# Fannia incisurata
Fannia incisurata är en tvåvingeart som först beskrevs av Zetterstedt 1838.  Fannia incisurata ingår i släktet Fannia och familjen takdansflugor. Arten är reproducerande i Sverige. Inga underarter finns listade i Catalogue of Life.